# Granianos de Sicyone
Ailios Granianos de Sicyone (grec ancien : Γρανιανός Σικυώνιος) selon Pausanias ou Cranaos selon Eusèbe de Césarée, est un vainqueur olympique originaire de Sicyone.
Sa carrière pourrait s'étendre de 133 à 145 ap. J.-C.. Pausanias le crédite de cinq couronnes olympiques : deux au pentathlon, une au stadion d'une longueur d'un stade (environ 192 m), une au diaulos (deux stades) et une à la course en armes (hoplitodromos long de deux stades),. Mark Golden suggère qu'il pourrait avoir remporté le stadion des enfants dès 133 ; le diaulos, l'hopltitodromos et le pentathlon en 137 ; le pentathlon à nouveau en 141. Pour Wolfgang Decker, une victoire dans un stadion des enfants est bien attestée, par une inscription à Sparte, mais, comme elle précise qu'il remporta un prix de 1 500 drachmes, il s'agirait plutôt d'une victoire lors d'Eurykleia ou d'Ourania. Dans la liste d'Eusèbe de Césarée, il est crédité, sous le nom de Cranaos, du stadion lors des 231e Jeux olympiques en 145 ap. J.-C.,.

## Sources
- (en) Paul Christesen, Olympic Victor Lists and Ancient Greek History, New York, Cambridge University Press, 2007, 580 p. (ISBN 978-0-521-86634-7).
- (de) Wolfgang Decker, Antike Spitzensportler : Athletenbiographien aus dem Alten Orient, Ägypten und Griechenland, Hildesheim, Arete Verlag, 2014, 201 p. (ISBN 978-3-942468-23-7).
- Eusèbe de Césarée, Chronique, Livre I, 70-82. Lire en ligne.
- (en) Mark Golden, Sport in the Ancient World from A to Z, Londres, Routledge, 2004, 184 p. (ISBN 0-415-24881-7).
- (en) David Matz, Greek and Roman Sport : A Dictionnary of Athletes and Events from the Eighth Century B. C. to the Third Century A. D., Jefferson et Londres, McFarland & Company, 1991, 169 p. (ISBN 0-89950-558-9)
- (it) Luigi Moretti, « Olympionikai, i vincitori negli antichi agoni olimpici », Atti della Accademia Nazionale dei Lincei, vol. VIII,‎ 1959, p. 55-199.
- Pausanias, Description de la Grèce [détail des éditions] [lire en ligne] (2, 11, 8).